# Mistrzostwa Polski w Short Tracku 2006
Mistrzostwa Polski w Short Tracku 2006 – 10. edycja mistrzostw, która odbyła się w dniach 3–4 marca 2006 roku na Toropolu w Opolu.

## Wyniki

### Kobiety

#### 500 metrów
Finał
| Miejsce | Zawodniczka      | Klub              | Wynik    | Punkty |
| ------- | ---------------- | ----------------- | -------- | ------ |
| 1.      | Aida Popiołek    | AZS Opole         | 47,665   | 34     |
| 2.      | Karolina Regucka | Juvenia Białystok | 47,751   | 21     |
| 3.      | Malwina Zawada   | OMKŁS Opole       | 47,785   | 13     |
| 4.      | Anna Romanowicz  | Juvenia Białystok | 1:38,137 | 8      |

#### 1000 metrów
Finał
| Miejsce | Zawodniczka      | Klub              | Wynik    | Punkty |
| ------- | ---------------- | ----------------- | -------- | ------ |
| 1.      | Karolina Regucka | Juvenia Białystok | 1:39,427 | 34     |
| 2.      | Aida Popiołek    | AZS Opole         | 1:39,469 | 21     |
| 3.      | Anna Romanowicz  | Juvenia Białystok | 1:39,509 | 13     |
| 4.      | Paula Bzura      | Juvenia Białystok | 1:40,318 | 8      |

#### 1500 metrów
Finał
| Miejsce | Zawodniczka          | Klub              | Wynik    | Punkty |
| ------- | -------------------- | ----------------- | -------- | ------ |
| 1.      | Karolina Regucka     | Juvenia Białystok | 2:51,166 | 34     |
| 2.      | Malwina Zawada       | OMKŁS Opole       | 2:51,262 | 21     |
| 3.      | Anna Romanowicz      | Juvenia Białystok | 2:51,337 | 13     |
| 4.      | Paula Bzura          | Juvenia Białystok | 2:52,093 | 8      |
| 5.      | Natalia Grajcar      | OMKŁS Opole       | 2:54,123 | 5      |
| 6.      | Agnieszka Olechnicka | Juvenia Białystok | 3:00,357 | 3      |

#### Superfinał 3000 metrów
Finał
| Miejsce | Zawodniczka          | Klub              | Wynik    | Punkty |
| ------- | -------------------- | ----------------- | -------- | ------ |
| 1.      | Paula Bzura          | Juvenia Białystok | 5:29,150 | 34     |
| 2.      | Malwina Zawada       | OMKŁS Opole       | 5:30,727 | 21     |
| 3.      | Aida Popiołek        | AZS Opole         | 5:31,180 | 13     |
| 4.      | Anna Romanowicz      | Juvenia Białystok | 5:33,078 | 8      |
| 5.      | Agnieszka Olechnicka | Juvenia Białystok | 5:41,391 | 5      |
| 6.      | Natalia Grajcar      | OMKŁS Opole       | 6:12,959 | 3      |
| 7.      | Karolina Regucka     | Juvenia Białystok | 6:19,467 | 2      |

#### Wielobój
Klasyfikacja
| Miejsce | Zawodniczka          | Klub              | Dystanse | Dystanse | Dystanse | Punkty |
| Miejsce | Zawodniczka          | Klub              | 1500 m   | 500 m    | 1000 m   | Punkty |
| ------- | -------------------- | ----------------- | -------- | -------- | -------- | ------ |
| 1.      | Karolina Regucka     | Juvenia Białystok | 1        | 2        | 1        | 91     |
| 2.      | Aida Popiołek        | AZS Opole         | 11       | 1        | 2        | 68     |
| 3.      | Malwina Zawada       | OMKŁS Opole       | 2        | 3        | 5        | 55     |
| 4.      | Paula Bzura          | Juvenia Białystok | 4        | 6        | 4        | 50     |
| 5.      | Anna Romanowicz      | Juvenia Białystok | 3        | 4        | 3        | 42     |
| 6.      | Agnieszka Olechnicka | Juvenia Białystok | 6        | 7        | 7        | 8      |
| 7.      | Natalia Grajcar      | OMKŁS Opole       | 5        | 5        | 6        | 8      |

#### Sztafeta 3000 metrów
Finał
| Miejsce | Klub                                                                                       | Wynik    |
| ------- | ------------------------------------------------------------------------------------------ | -------- |
| 1.      | Juvenia Białystok Anna Romanowicz Joanna Adamska Karolina Regucka Magdalena Sienkiewicz    | 4:44,720 |
| 2.      | OMKŁS Opole Katarzyna Pawelec Klaudia Kozłowska Malwina Zawada Natalia Grajcar             | 4:53,127 |
| 3.      | Juvenia Białystok II Agnieszka Olechnicka Beata Podwysocka Magdalena Sidorczuk Paula Bzura | 4:55,842 |
| 4.      | Błyskawica Toruń Aleksandra Urban Emilia Krzemieńska Katarzyna Wach Monika Grządkowska     | 5:12,411 |

### Mężczyźni

#### 500 metrów
Finał
| Miejsce | Zawodnik          | Klub                   | Wynik    | Punkty |
| ------- | ----------------- | ---------------------- | -------- | ------ |
| 1.      | Zbigniew Bródka   | AZS Opole              | 44,464   | 34     |
| 2.      | Tomasz Wróblewski | Błyskawica Domaniewice | 44,467   | 21     |
| 3.      | Roman Izbicki     | Juvenia Białystok      | 52,210   | 13     |
| 4.      | Bartosz Konopko   | Juvenia Białystok      | 1:27,041 | 8      |

#### 1000 metrów
Finał
| Miejsce | Zawodnik        | Klub              | Wynik    | Punkty |
| ------- | --------------- | ----------------- | -------- | ------ |
| 1.      | Zbigniew Bródka | AZS Opole         | 1:35,684 | 34     |
| 2.      | Jakub Jaworski  | AZS Opole         | 1:35,778 | 21     |
| 3.      | Roman Izbicki   | Juvenia Białystok | 1:35,862 | 13     |
| 4.      | Adam Filipowicz | Błyskawica Toruń  | 1:37,634 | 8      |

#### 1500 metrów
Finał
| Miejsce | Zawodnik         | Klub              | Wynik    | Punkty |
| ------- | ---------------- | ----------------- | -------- | ------ |
| 1.      | Zbigniew Bródka  | AZS Opole         | 2:40,934 | 34     |
| 2.      | Jakub Jaworski   | AZS Opole         | 2:41,121 | 21     |
| 3.      | Roman Izbicki    | Juvenia Białystok | 2:42,165 | 13     |
| 4.      | Łukasz Fabiański | AZS Opole         | 2:42,903 | 8      |
| 5.      | Roman Piórecki   | Juvenia Białystok | 3:04,701 | 5      |
| 6.      | Adam Filipowicz  | Błyskawica Toruń  | PEN      | 0      |

#### Superfinał 3000 metrów
Finał
| Miejsce | Zawodniczka       | Klub                   | Wynik    | Punkty |
| ------- | ----------------- | ---------------------- | -------- | ------ |
| 1.      | Jakub Borowski    | AZS Opole              | 5:26,854 | 34     |
| 2.      | Zbigniew Bródka   | AZS Opole              | 5:27,061 | 26     |
| 3.      | Łukasz Fabiański  | AZS Opole              | 5:27,824 | 13     |
| 4.      | Roman Izbicki     | Juvenia Białystok      | 5:39,631 | 8      |
| 5.      | Rafał Piórecki    | Juvenia Białystok      | 5:55,472 | 5      |
| 6.      | Tomasz Wróblewski | Błyskawica Domaniewice | 6:00,317 | 3      |
| -       | Bartosz Konopko   | Juvenia Białystok      | DNS      | 0      |
| -       | Adam Filipowicz   | Błyskawica Toruń       | DNS      | 0      |

#### Wielobój
Klasyfikacja
| Miejsce | Zawodniczka       | Klub                   | Dystanse | Dystanse | Dystanse | Punkty |
| Miejsce | Zawodniczka       | Klub                   | 1500 m   | 500 m    | 1000 m   | Punkty |
| ------- | ----------------- | ---------------------- | -------- | -------- | -------- | ------ |
| 1.      | Zbigniew Bródka   | AZS Opole              | 1        | 1        | 1        | 123    |
| 2.      | Jakub Jaworski    | AZS Opole              | 2        | 16       | 2        | 76     |
| 3.      | Roman Izbicki     | Juvenia Białystok      | 3        | 3        | 3        | 47     |
| 4.      | Tomasz Wróblewski | Błyskawica Domaniewice | 14       | 2        | 8        | 24     |
| 5.      | Łukasz Fabiański  | AZS Opole              | 4        | 8        | 9        | 21     |
| 6.      | Rafał Piórecki    | Juvenia Białystok      | 5        | 7        | 14       | 10     |
| 7.      | Adam Filipowicz   | Błyskawica Toruń       | 6        | 15       | 4        | 8      |
| 8.      | Bartosz Konopko   | Juvenia Białystok      | 18       | 4        | 6        | 8      |

#### Sztafeta 5000 metrów
Finał
| Miejsce | Klub                                                                                         | Wynik    |
| ------- | -------------------------------------------------------------------------------------------- | -------- |
| 1.      | AZS Opole Jakub Jaworski Karol Bobowicz Łukasz Fabiański Przemysław Szewczuk Zbigniew Bródka | 7:32,432 |
| 2.      | Juvenia Białystok Bartosz Konopko Bartosz Naliwajko Paweł Łopiński Roman Izbicki             | 7:37,596 |
| 3.      | Błyskawica Toruń Adam Filipowicz Artur Lipiński Cyryl Piela Patryk Wróblewski                | 8:06,081 |
| 4.      | Juvenia Białystok III Jakub Borowski Jakub Ginter Kacper Ullmann Maciej Kierski              | PEN      |